# Diego Ferré
Diego Ferré Sosa (Reque, Lambayeque, 13 de noviembre de 1844 - Punta Angamos, 8 de octubre de 1879) fue un marino peruano. Héroe de la Guerra del Pacífico, falleció en el combate naval de Angamos el 8 de octubre de 1879, al lado de Miguel Grau.

## Biografía
Fue hijo de Eusebio Ferré Rodríguez y de María Mercedes Sosa, quienes residían en Monsefú. Fue durante una visita de los padres a sus familiares en Reque cuando se dio su alumbramiento.
Pasó su infancia en Monsefú, donde su padre fue alcalde de la ciudad en tres oportunidades. Vivía en la calle de la “Estación”, actualmente Jirón “28 de Julio”. Allí todavía se encuentra su casa, ahora de propiedad de la familia Boggio Guevara.
Hizo sus estudios primarios en el Glorioso Colegio Nacional de San José de Chiclayo, trasladándose luego a Lima donde de 1859 a 1864 cursó estudios secundarios en el Colegio Nacional Nuestra Señora de Guadalupe. 
En 1865 se matriculó en el Colegio Naval Militar donde se mantuvo a su costa. Su examen final fue presidido por el ministro de Guerra y Marina José Gálvez Egúsquiza, quien enterado de su aprovechamiento, le ofreció al término de su actuación los despachos de guardiamarina. El ministro Gálvez, futuro héroe del Combate del Callao del 2 de mayo de 1866, cumpliendo su palabra empeñada, con fecha del 14 de enero de 1866 le extendió los respectivos despachos y le destinó a la corbeta América. 
Eran los días en que la Escuadra Española del Pacífico se hallaba desafiante en estos mares, pretendiendo imponer nuevamente su soberanía. La América, junto con otros buques de guerra peruanos se dirigió a las costas de Chile, de conformidad con lo acordado con dicha república al firmarse el Tratado de Alianza contra España. El 7 de febrero de 1866 tuvo lugar el memorable combate naval de Abtao, en el que con fuerzas muy inferiores, los buques peruanos y chilenos aliados, vencieron a la Escuadra Española del Pacífico. Por su actuación a bordo de la América, Ferré mereció su ascenso a alférez de fragata. Siguió sirviendo en dicha corbeta, hasta el naufragio de esta, ocurrido el 13 de agosto de 1868, durante el maremoto de Arica de 1868.
En noviembre de 1868 viajó a los Estados Unidos, comisionado junto con otros oficiales peruanos para traer a remolque a los monitores Atahualpa y Manco Cápac. A bordo del Manco Cápac y luego del Atahualpa, hizo la travesía desde Nueva Orleáns hasta el Callao, vía el Estrecho de Magallanes, viaje que fue considerado como una hazaña naval. Ya en el Perú, recibió su ascenso a teniente segundo, el 19 de mayo de 1870.
Pasó a servir sucesivamente en el vapor Tumbes (1871) y el monitor Huáscar (1872), pero a los pocos días de ser destinado a este último, fue enviado como ayudante de la Gobernación de las islas Guañape y Macabí. En 1873 regresó al  Huáscar, en mérito a su buena conducta. Fue ascendido a teniente primero el 20 de abril de 1875. Luego fue destinado al Manco Cápac, en julio de 1877, pero al mes siguiente fue desembarcado. 
En enero de 1878 regresó una vez más al Huáscar, donde se hallaba cuando estalló la Guerra del Pacífico. Desde el momento en que el almirante Miguel Grau tomó el comando de esta legendaria nave, pasó a ser su ayudante.

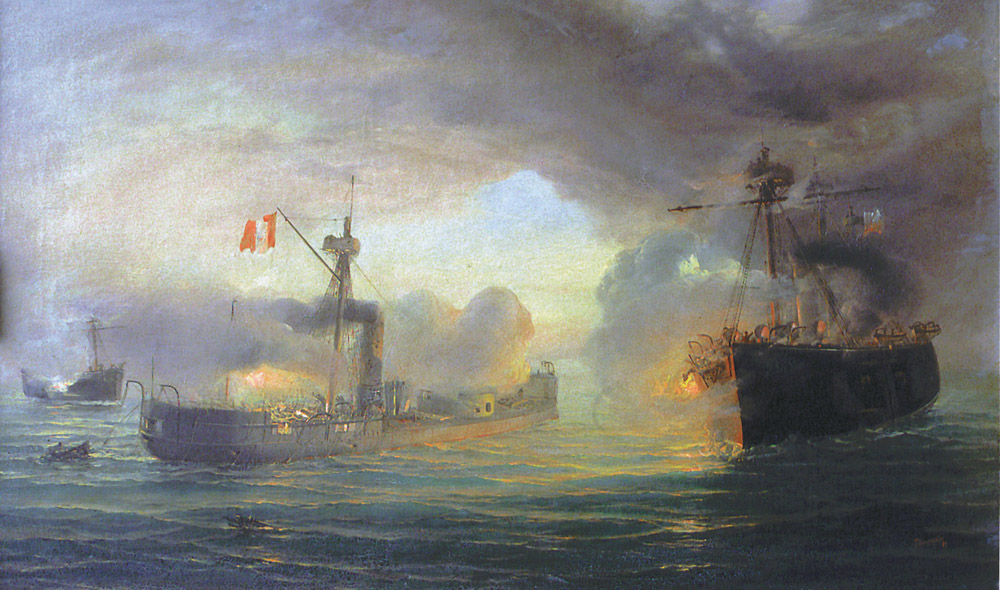
Combate de Angamos.

Participó en el combate naval de Iquique del 21 de mayo de 1879, en el Primer (26 de mayo) y Segundo combate naval de Antofagasta (28 de agosto), y en el combate naval de Angamos del 8 de octubre. En este último estuvo hasta el último instante al lado de Grau, y en cumplimiento de una orden de este, no obstante el fuego graneado del enemigo, izó el pabellón peruano de combate, que había caído momentáneamente por las balas chilenas. Murió junto con Grau (el caballero de los mares), a causa de una granada chilena que cayó en el puente de mando, aunque a diferencia del cuerpo de Grau, el suyo quedó intacto.
Estuvo casado con Deidamia Gonzales y dejó dos hijas: Eva Elvira y María Adriana. Sus restos descansan en la Cripta de los Héroes del Cementerio Presbítero Maestro. Un colegio de Jesús María, lleva su nombre en homenaje.